# Museu de Cera de Petrópolis
O Museu de Cera de Petrópolis é um museu de figuras de cera, fundado em 2011 na cidade de Petrópolis. O museu possui figuras de personagens, artistas, ou indivíduos renomados como Albert Einstein, Jack Sparrow (personagem principal dos filmes Piratas do Caribe, interpretado por Johnny Depp), Batman, Mr. Bean, além de personagens históricos brasileiros como Ayrton Senna, Santos Dumont, D. Pedro II do Brasil, Pelé, entre outros. É um dos 17 museus de cera do mundo, além de ser o único museu de cera do estado do Rio de Janeiro e um dos únicos do Brasil.